# The First Violin
The First Violin és una pel·lícula muda dirigida per Van Dyke Brooke i interpretada per Van Dyke Brooke, John Bunny, Maurice Costello i Flora Finch, entre d'altres. Es va estrenar el 2 de febrer de 1912.

## Argument
El vell Von Shultz, primer violí de l'orquestra, a mesura que es fa gran cada cop troba més a faltar tenir algú que li faci companyia. Un dia, sortint del teatre, es troba la petita Helen dormint a l'escala de l'escenari. La pren amb ell i la porta a casa seva on l'acull confortablement. El vell es torna juganer i està molt content amb la presència de la nena a la que li dona tot l'amor que té. L'endemà llegeix al diari que els pares de la nena han mort en un incendi i se l'afilla.
Ell passa moltes hores jugant amb la nena i fins i tot la porta a assajos amb ell, on és la mascota dels músics. Un any més tard, Helen mostra una aptituds per a l'escenari. Això encanta el vell músic i fa que cada vegada la senti més propera al seu cor.
Tot i això, la nena és reclamada per l'orfenat deixant-lo sol. Helen és adoptada per una família que no l'estima gens. Passen els anys, però, i acaba entrant en contacte amb gent que l'ajuda a aconseguir feina en el teatre on guanya fama i fortuna. Mentrestant, el vell violinista ha perdut la seva feina. Un dia és atropellat per un automòbil que passa, que és ocupat per Helen i la seva criada. Ella acull el vell músic al cotxe el porta a casa amb ella. Allà, quan el vell toca el violí, ella s'adona que es tracta del seu vell amic el violinista.

## Repartiment
- Van Dyke Brooke (Von Schultz)
- Flora Finch (mare adoptiva de Helen)
- John Bunny (pare adoptiu de Helen)
- Helen Costello (Helen)
- Alec B. Francis
- Maurice Costello
- Norma Talmadge
- Kate Price
- Hazel Neason
- Charles Eldridge
- James Morrison